# چاگالدی
چاگالدی (به لاتین: Chhagaldi) یک روستا در بنگلادش است که در استان باریسال و در ناحیه باریسال واقع شده است.